# Solfuro di cobalto(II,III)
Il solfuro di cobalto(II,III) è un composto chimico del cobalto appartenente al gruppo dei solfuri con formula bruta Co3S4.

## In natura
Il solfuro di cobalto(II,III) si trova in natura sotto forma di linnaeite minerale.

## Sintesi
Il solfuro di cobalto(II,III) può essere sintetizzato direttamente dagli elementi che lo costituiscono:
{\displaystyle {\ce {3Co\,+\,4S\to Co3S4}}}

## Proprietà
Il solfuro di cobalto(II,III) è un solido che si decompone a temperature superiori a 480 °C. Ha una struttura cristallina cubica del tipo spinello appartenente al gruppo spaziale Fd3m (gruppo nº 227) con costante di reticolo a = 9.406 Å.